# Verbascum gracilescens
Verbascum gracilescens är en flenörtsväxtart som beskrevs av Hub.-mor.. Verbascum gracilescens ingår i släktet kungsljus, och familjen flenörtsväxter. Inga underarter finns listade i Catalogue of Life.